# 中部省 (阿曼)
中部省（阿拉伯语：‎）是阿曼的一個省，位於該國中部，西界沙烏地阿拉伯，東臨阿拉伯海。面積約79,700平方公里，2010年人口42,111人。首府海馬。下分4區。